# بيل براون (لاعب كرة قدم بريطاني)
بيل براون (بالإنجليزية: William Brown)‏ (27 مارس 1928 في المملكة المتحدة - 1 مايو 2010 في المملكة المتحدة) هو لاعب كرة قدم بريطاني في مركز نصف الجناح. لعب مع نادي بليث سبارتانز ونادي غيتزهد وبيرويك راينجرز وMurton A.F.C. ‏.

## وصلات خارجية
- بيل براون على موقع قاعدة بيانات كرة القدم.إي يو (الإنجليزية)